# Plusiogonodesmus felix
Plusiogonodesmus felix är en mångfotingart som beskrevs av Filippo Silvestri 1899. Plusiogonodesmus felix ingår i släktet Plusiogonodesmus, ordningen banddubbelfotingar, klassen dubbelfotingar, fylumet leddjur och riket djur. Inga underarter finns listade i Catalogue of Life.